# Gare de Pötréte
La gare de Pötréte (en hongrois : Pötréte vasútállomás) est une halte ferroviaire hongroise, située à Pötréte.